# トライローグ
『トライローグ』（Trilogue Live!）は、アルベルト・マンゲルスドルフ、ジャコ・パストリアス、アルフォンス・ムゾーンの3人で結成したフリー・ジャズ・トリオ・ユニットによる、1977年リリースのライブ・アルバム。

## 概要
1976年11月6日の『ベルリン・ジャズ・デイズ』出演時に、ベルリンのラジオ放送局がオンエアー用に収録したライブ音源。スタイルはフリー・ジャズなので、コード進行もリズム展開も先行きが見えにくいインプロバイズされたライブ演奏だが、アルベルト・マンゲルスドルフの声を出しながら吹き和音を鳴らすトロンボーン、ジャコ・パストリアスのメロディーと和音とリズムの融合フレーズ、アルフォンス・ムゾーンの縦横無尽なリズム展開など、フリー・ジャズの世界を堪能できる作品になっている。
2010年、この時のライブの映像が『Live In Berlin 1976』のタイトルで、JazzShotsよりDVDで発売されている。

## 収録曲
全曲作曲、アルベルト・マンゲルスドルフ
| #  | タイトル                                                                                  | 作詞 | 作曲・編曲 | 時間 |
| -- | ----------------------------------------------------------------------------------------- | ---- | ---------- | ---- |
| 1. | 「トライローグ - "Trilogue"」                                                             |      |            | 6:13 |
| 2. | 「ゾアーズ・モアーズ - "Zores Mores"」                                                    |      |            | 8:12 |
| 3. | 「フォーリン・ファン - "Foreign Fun"」                                                    |      |            | 7:31 |
| 4. | 「アクシデンタル・ミーティング - "Accidental Meeting"」                                   |      |            | 8:50 |
| 5. | 「アント・ステップス・オン・アン・エレファンツ・トウ - "Ant Steps on an Elephant's Toe"」 |      |            | 9:35 |

## 録音メンバー
- アルベルト・マンゲルスドルフ (Albert Mangelsdorff) - トロンボーン
- ジャコ・パストリアス (Jaco Pastorius) - エレクトリックベース
- アルフォンス・ムゾーン (Alphonse Mouzon) - ドラム